# Ера добрих почуттів
Ера хороших почуттів — період в політичній історії Сполучених Штатів Америки, що почався після закінчення Англо-американської війни і характеризується почуттям прагнення до єдності серед американців у досягненні національної мети. Охоплює період 1815—1825 років, коли за президентства Джеймса Монро Федералістська партія втратила своє домінуюче політичне положення, поступившись Демократично-республіканській партії, що сповідувала ідеї національної єдності і гармонізації країни незалежно від партійних інтересів.
Назва бере початок зі статті Бенджаміна Рассела «Бостонські федералісти», надрукованій у газеті «Columbian Centinel» 12 липня 1817 року після відвідування президентом Монро міста Бостон, штат Массачусетс, в рамках його гастрольного турне по США.
Ера хороших почуттів прийшла до свого завершення після фінансової кризи 1819 року, коли в політикумі США відродилась дискусія про пріоритетність федеральних законів над законами окремих штатів, і політичної кризи 1820 року, відомої як «Міссурійський компроміс», пов'язаної з балансом сил між Північчю і Півднем у Сенаті США.